# Peugeot 309
La Peugeot 309 è un'autovettura prodotta tra il 1985 e il 1993 dalla casa automobilistica francese Peugeot.

## Storia

### Genesi e debutto
All'inizio degli anni ottanta, la situazione finanziaria del Gruppo PSA era disastrosa: il suo marchio Talbot navigava in cattive acque, i suoi prodotti non vendevano granché e le maggiori flessioni si ebbero con le Talbot Solara e Tagora, dalle grandi ambizioni e dagli scarsissimi risultati commerciali. La stessa Peugeot stava attraversando un periodo assai difficile dal punto di vista economico, e non solo per i suddetti fiaschi commerciali, ma anche per gli scarsi consensi fatti registrare dall'ammiraglia 604 e dalla necessità di rinnovare gran parte della sua gamma. La forte esigenza di contenere i costi di produzione dei modelli del Gruppo portò al licenziamento di ben 4000 dipendenti, mentre si verificarono numerosi scioperi ed agitazioni sindacali che piegarono ancora di più le gambe al colosso francese. Fu in questo clima estremamente difficile che venne varato il progetto C28, destinato a sostituire la Talbot Horizon, unico vero modello di segmento C del Gruppo PSA nel periodo a cavallo tra la fine degli anni settanta e l'inizio degli anni '80. Le intenzioni iniziali erano quelle di commercializzare il nuovo modello con il marchio Talbot per stabilire una sorta di continuità con la Horizon, tant'è vero che nel capitolato finirono anche motori di origine Simca. Per lungo tempo è circolata una congettura, che voleva il nuovo modello battezzato come, Talbot Arizona. Una congettura che per diversi anni ha conosciuto una certa diffusione, complice l’assonanza del nome Arizona con quello del modello precedente Horizon, ma che solo in tempi più recenti si è scoperto essere frutto unicamente di voci fatte circolare dalla stampa specializzata. In realtà, come si è visto, la situazione commerciale e finanziaria del marchio Talbot era critica, a tal punto da spingere i vertici PSA a considerare l'eventualità di non commercializzare il nuovo modello con il marchio Talbot, ma con il marchio Peugeot. Non solo, ma mentre si accavallavano le congetture su questa "futura Talbot", la Peugeot si convinse sempre più di dover invece cancellare del tutto il marchio Talbot: alla fine del 1983 vennero realizzati i primi "muletti" che nascondevano la meccanica della futura Peugeot sotto la pelle della neonata Peugeot 205, vettura di classe bassa nata poco tempo prima e che stava riscuotendo grandissimi consensi in tutta Europa. Non solo, ma dopo che nel 1984 la Talbot fu estinta dal Gruppo PSA (il marchio cessò però di essere utilizzato solo due anni dopo con l'uscita di produzione della Samba), il progetto C28 proseguì prendendo di fatto a prestito il pianale della 205 stessa, sul quale, una volta montata la meccanica, in gran parte ancora di origine SIMCA, venne disegnato un corpo vettura a due volumi e mezzo stilisticamente imparentato con la "sorella" più piccola. Anche per la nuova vettura, come per la 205, si procedette ad una lavorazione dei lamierati volta all'abbattimento dei fenomeni di corrosione: il 40% dei lamierati fu sottoposto a zincatura e galvanizzazione. Altre lavorazioni fecero sì che la carrozzeria finale fosse assai leggera e più profilata.

### Debutto
La nuova vettura fu presentata solo il 17 ottobre del 1985, ma la commercializzazione effettiva partì solo all'inizio del 1986. Fu presentata come Peugeot 309. La scelta di questa denominazione insolita, che contrastava con la contemporanea gamma X05, nasceva da varie incongruenze:
- non avrebbe avuto senso battezzarla come 206 (come peraltro era stato ipotizzato all'epoca dalla stampa specializzata), poiché avrebbe finito per spacciarsi come una versione più moderna della 205, ed in realtà non era né più moderna e né appartenente ad una fascia di mercato analoga;
- lo stesso motivo, ma applicato alla Peugeot 305, giustificava l'impossibilità di battezzarla 306, sebbene come linea la 309 fosse in effetti un po' più attuale della 305 stessa;
- si decise (e non a torto) che era in ogni caso ancora troppo presto per inaugurare la serie x06;
- il progetto avrebbe dovuto concretizzarsi con il marchio Talbot, secondo le prime intenzioni del Gruppo PSA e perciò una vettura di segmento C con marchio Peugeot non era nelle immediate previsioni per non creare fenomeni di "cannibalismo" commerciale;
- l'origine Talbot del progetto imponeva, secondo i vertici PSA, una denominazione che distaccasse il nuovo modello dal resto della gamma Peugeot;
- ultimo ma non meno importante, erano state commesse in passato delle leggerezze riguardanti le denominazioni di alcuni modelli lanciati in precedenza. Era il caso della 305 che per le sue caratteristiche sarebbe stato più sensato battezzare con il nome di 405, lasciando 305 proprio alla nuova Peugeot di origine Talbot. Tali errori scombussolarono la logica numerica delle denominazioni dei modelli.

### Design ed interni
La 309, come già detto, nasceva sul pianale della 205, della quale conservava anche buona parte della componentistica, come per esempio le portiere. Un'altra buona parte della componentistica era invece in comune con la 305, di classe più alta.
La 309 era una due volumi e mezzo di taglia medio-bassa, un settore in cui le configurazioni a due volumi e mezzo stavano prendendo piede proprio in quegli anni, basti pensare alle Ford Escort e alle Alfa 33. Rispetto alla 205, con la quale la 309 era anche stilisticamente imparentata, la carrozzeria venne ridisegnata in modo tale da ottenere un miglior coefficiente di penetrazione aerodinamica, che nella 309 divenne pari a 0.33, un risultato più che buono per l'epoca. Sebbene ridisegnato, il muso ricordava molto da vicino la 205, per via dei fari trapezoidali e della calandra a listelli orizzontali verniciati in tinta con la carrozzeria. Mentre la fiancata appariva semplicissima e priva di particolari caratterizzazioni, la coda era invece l'elemento più caratterizzante proprio a causa della presenza del bagagliaio più pronunciato e del disegno generale a due volumi e mezzo che conferiva al corpo vettura. I fari posteriori erano molto più grandi di quelli montati sulla 205, erano anch'essi di forma rettangolare, a sviluppo orizzontale e dal disegno avvolgente.
Molto spazioso l'abitacolo, relativamente alla fascia di mercato della 309 ed all'epoca della sua commercializzazione. Tale caratteristica fu dovuta anche al notevole sviluppo in larghezza del corpo vettura, sempre relativamente all'epoca ed alla fascia di mercato occupata. Ma per il resto, plancia e cruscotto, nonché i sedili parevano ripresi dalla 205 e resi più cupi e meno attraenti. Per questi motivi, unitamente all'affinità stilistica con il modello di base della gamma Peugeot di allora, fin dall'inizio la 309 fu salutata in maniera tiepida dal pubblico.

### Meccanica e motorizzazioni
La struttura della 309 era di tipo monoscocca, ovviamente in acciaio. Per i lamierati si utilizzò un acciaio dalle alte caratteristiche di resistenza (una sorta di antesignano dei futuri acciai altoresistenziali utilizzati solo oltre vent'anni dopo). Tali caratteristiche permisero la riduzione dello spessore dei lamierati e di conseguenza anche del peso della scocca stessa. Per la progettazione della carrozzeria ci si avvalse, come già per la 205, della tecnologia CAD, che permise maggior precisione e velocità di calcolo. Grande importanza fu data al fattore sicurezza, ed ecco che il progetto C28 impose un frontale ed una coda a deformazione programmata. Lo stesso serbatoio del carburante venne spostato sotto il divano posteriore proprio per evitare rischi di accensione dovuti a scintille causate dallo sfregamento delle lamiere durante un impatto da dietro. Altro fattore tenuto in grande considerazione fu quello relativo alla protezione contro la corrosione. Si è già parlato in precedenza delle tecniche di galvanizzazione ed elettrozincatura cui venne sottoposta gran parte dei lamierati. Altre parti di carrozzeria vennero invece semplicemente realizzate in plastica, mentre altre furono protette da strati di PVC, ed alcune intercapedini vennero riempite con cera liquida.
Il fatto che la 309 possedesse un DNA di parziale derivazione Talbot, e quindi SIMCA, si notava nella gamma motoristica d'esordio. Quattro erano i motori previsti al debutto, tutti a benzina ed alimentati a carburatore, e di questi, i due più piccoli erano di origine Simca, caratterizzati dall'antiquato e piuttosto  rumoroso sistema di distribuzione ad aste e bilancieri, del tutto sottotono rispetto agli standard Peugeot. Le meccaniche adottate erano le seguenti:
- 1.1: motore E1A da 1118 cm³ e con potenza di 55 CV;
- 1.3: motore G1A da 1294 cm³ e con 65 CV di potenza massima;
- 1.6: motore XU5C da 1580 cm³ e con 80 CV di potenza massima;
- 1.9: motore XU92C da 1905 cm³ e con 105 CV di potenza massima.

In generale, il cambio montato era manuale a 5 marce, tranne che con la motorizzazione 1.1 e con l'allestimento base (GL) abbinato alla motorizzazione 1.3 che invece montavano un cambio manuale a 4 marce.
La 309 era piuttosto simile alla 205 anche per quanto riguardava la meccanica telaistica: l'avantreno riproponeva infatti lo schema MacPherson con molle elicoidali e barra antirollio, mentre il retrotreno era anch'esso a bracci tirati con barre di torsione, esattamente come nella 205, ma in questo caso la barra antirollio non era presente sulle versioni equipaggiate con i motori Simca. L'impianto frenante prevedeva dischi pieni all'avantreno e tamburi al retrotreno, mentre lo sterzo era a cremagliera, ma servoassistito solo nelle versioni più ricche.

### Allestimenti e dotazioni
Al suo debutto, la 309 era disponibile in cinque livelli di allestimento, le cui caratteristiche sono così riassumibili:
- base: versione entry della gamma 309, che in questo livello era semplicemente denominata 309, senza sigle particolari. Questo livello di allestimento era previsto solo in abbinamento al motore 1.1 e la sua dotazione di serie era molto scarna;
- GL: livello successivo alla versione base ed abbinato ai motori 1.1 e 1.3. La sua dotazione di serie comprendeva un orologio analogico, il retrovisore esterno regolabile dall'interno, la predisposizione per l'autoradio, l'accendisigari, il portecenere posteriore, le maniglie di sostegno per i posti anteriori, i poggiabraccia nelle porte posteriori, gli appoggiatesta anteriori ed i pannelli porta con tasche portaoggetti;
- GL Profil: è questa la versione più particolare della gamma 309 d'esordio. La sua particolarità più grande stava nel ridisegnamento di alcune parti di carrozzeria, allo scopo di rendere più profilato il corpo vettura (come dice il nome stesso dell'allestimento). Il Cx della versione Profil scendeva così da 0.33 a 0.30. Previsto solo in abbinamento al motore 1.3, l'allestimento GL Profil comprendeva nella dotazione di serie quanto già visto nel normale allestimento GL, ma con in più le già menzionate riprofilature della carrozzeria.
- GR: livello di allestimento medio della gamma 309. Tale livello di allestimento era previsto in abbinamento ai motori 1.3 e 1.6, e la sua dotazione di serie comprendeva quanto già visto sulla GL non profilata, ma con in più: contagiri, orologio digitale (al posto di quello analogico), cruscotto ad illuminazione regolabile e sedile conducente con schienale a regolazione lombare, copricerchi integrali in plastica;
- SR: livello di allestimento medio-alto previsto in abbinamento con i motori 1.3 e 1.6. Tale livello di allestimento prevedeva quanto già visto nel livello GR, ma con in più: interni in velluto, lavatergilunotto, spoiler posteriore, indicatori di pressione e di temperatura dell'olio, fari anteriori ad inclinazione regolabile, alzacristalli elettrici anteriori, chiusura centralizzata delle portiere e cerchi in lega;
- GT: livello di punta previsto in abbinamento solo con il motore 1.6. Tale livello prevedeva, oltre a quanto già visto nel livello SR, anche il telecomando per la chiusura centralizzata, il retrovisore esterno destro ed entrambi i retrovisori esterni regolabili elettricamente dall'interno con funzione antiappannante e sbrinante.

## Evoluzione
La 309 venne commercializzata gradualmente in tutta l'Europa entro il mese di aprile del 1986 ed inizialmente nella sola configurazione a 5 porte.

### I primi anni di carriera
Nel luglio 1986 venne introdotta nella gamma 309 anche la versione diesel, disponibile in tre diversi livelli di allestimento: GLD, GRD ed SRD. La 309 Diesel era equipaggiata dal motore XUD9 aspirato da 1905 cm³ e 65 CV di potenza massima.
Nel 1987 la gamma si ampliò enormemente: innanzitutto venne introdotta la versione a tre porte, in concomitanza con la quale, venne rivisto tutto il criterio di denominazione degli allestimenti, sulla base di quanto già fatto con la 205, con la lettera X iniziale di ogni allestimento che andava a designare la versione a tre porte, mentre la lettera G, già esistente, fu mantenuta per le versioni a 5 porte. Così, per esempio, se GR era il livello di allestimento intermedio a 5 porte, XR divenne il ivello di allestimento intermedio della versione a tre porte. Uniche eccezioni furono la GT e la SRD, non disponibili a tre porte. Tale riaggiornamento comportò che la versione base venisse ribattezzata GE se a 5 porte e XE se a tre porte. Nello stesso anno venne lanciata la prima versione sportiveggiante, ossia la 309 GTI, disponibile inizialmente solo a tre porte e spinta dal 1.9 ad iniezione elettronica in grado di erogare fino a 130 CV di potenza massima. Era lo stesso motore montato anche sulla versione di punta della 205. Inoltre, venne introdotta anche la versione con cambio automatico, solo a 5 porte ed equipaggiata con il 1.6 XU da 80 CV, mentre arrivarono anche le 309 XA e XAD, rispettivamente equipaggiate con i motori 1.1 Simca e 1.9 XUD.
Nel 1988, la versione GT venne cancellata dai listini, mentre le versioni spinte dal 1.6 (tranne la Automatic) videro la loro potenza passare da 80 a 92 CV. Sempre nel 1988 furono introdotte le versioni SX (5 porte) ed XS (3 porte), anch'esse equipaggiate con il 1.6 da 92 CV. In più, dal luglio dello stesso anno la GTI fu resa disponibile anche in configurazione a 5 porte.

### Il restyling del 1989

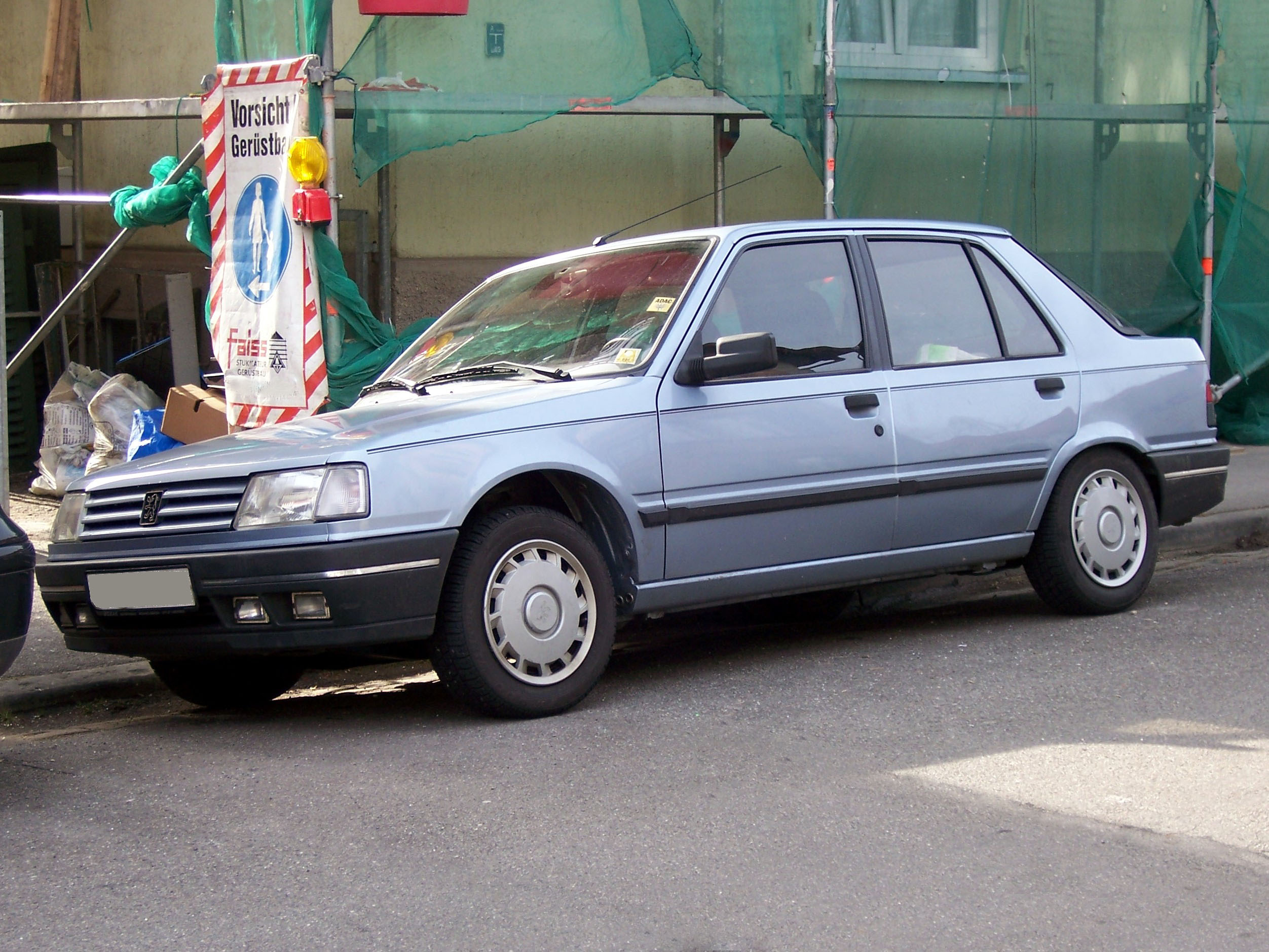
Una 309 post-restyling

Nell'autunno del 1989, la 309 subì il restyling di mezza età: tale aggiornamento fu visibile esteriormente dalla calandra a tre listelli orizzontali e per i gruppi ottici posteriori, non più di forma rettangolare in stile Peugeot 505, bensì di forma trapezoidale, che richiamavano invece alla mente quelli della 405. Rimase inalterata la soluzione stilistica dei fari posteriori avvolgenti che sconfinavano lateralmente nel parafango. Sempre nella zona posteriore venne abbassata la soglia di carico per il vano bagagli. Internamente gli aggiornamenti furono numerosi: la plancia fu completamente ridisegnata, fu montato un nuovo volante a due razze, la console centrale venne meglio raccordata al cruscotto, vennero adottati dei rivestimenti di sedili e pannelli porta dai colori più vivaci. Più in generale la qualità percepita divenne più alta, poiché furono migliorate anche le finiture.
Novità significative si ebbero anche dal punto di vista dei motori: le due unità di base, ossia i motori 1.1 e 1.3 di origine Simca, furono sostituiti dai nuovi motori della serie TU, rispettivamente da 1124 e 1360 cm³, con potenze di 60 e 70 CV. Contemporaneamente vennero introdotte due nuove motorizzazioni: la prima, denominata SRD Turbo, era spinta dal nuovo 1.8 turbodiesel, un'unità di cilindrata più bassa, pari a 1769 cm³, ma con il surplus di prestazioni dato dalla sovralimentazione. La potenza salì così da 65 a 78 CV. Questo motore fu previsto inizialmente solo in abbinamento con l'allestimento SRD. L'altra nuova motorizzazione fu il 1.9 a benzina con distribuzione bialbero plurivalvole. Questo motore, della potenza di 160 CV, fu ripreso pari pari da quello che equipaggiava la 405 Mi16 ed andò ad equipaggiare la 309 GTI 16v, disponibile solo con carrozzeria a tre porte. Un'altra novità fu l'arrivo delle 309 XS 1.9 e 309 SX 1.9, equipaggiate con una versione depotenziata del 1.9 monoalbero della GTI. In questa versione, la potenza scese da 130 a 105 CV. Ed ancora, le versioni XL e GL con motore 1.1 beneficiarono dell'arrivo del cambio a 5 marce, mentre le versioni GE ed XE rimasero con il cambio a 4 marce.
Per quanto riguarda gli allestimenti, oltre alla già citata versione GTI 16v, venne introdotto la serie speciale Chorus che condivideva il motore 1.1 con le versioni di base GE/XE, che affiancò senza però sostituirle.

### Gli ultimi anni

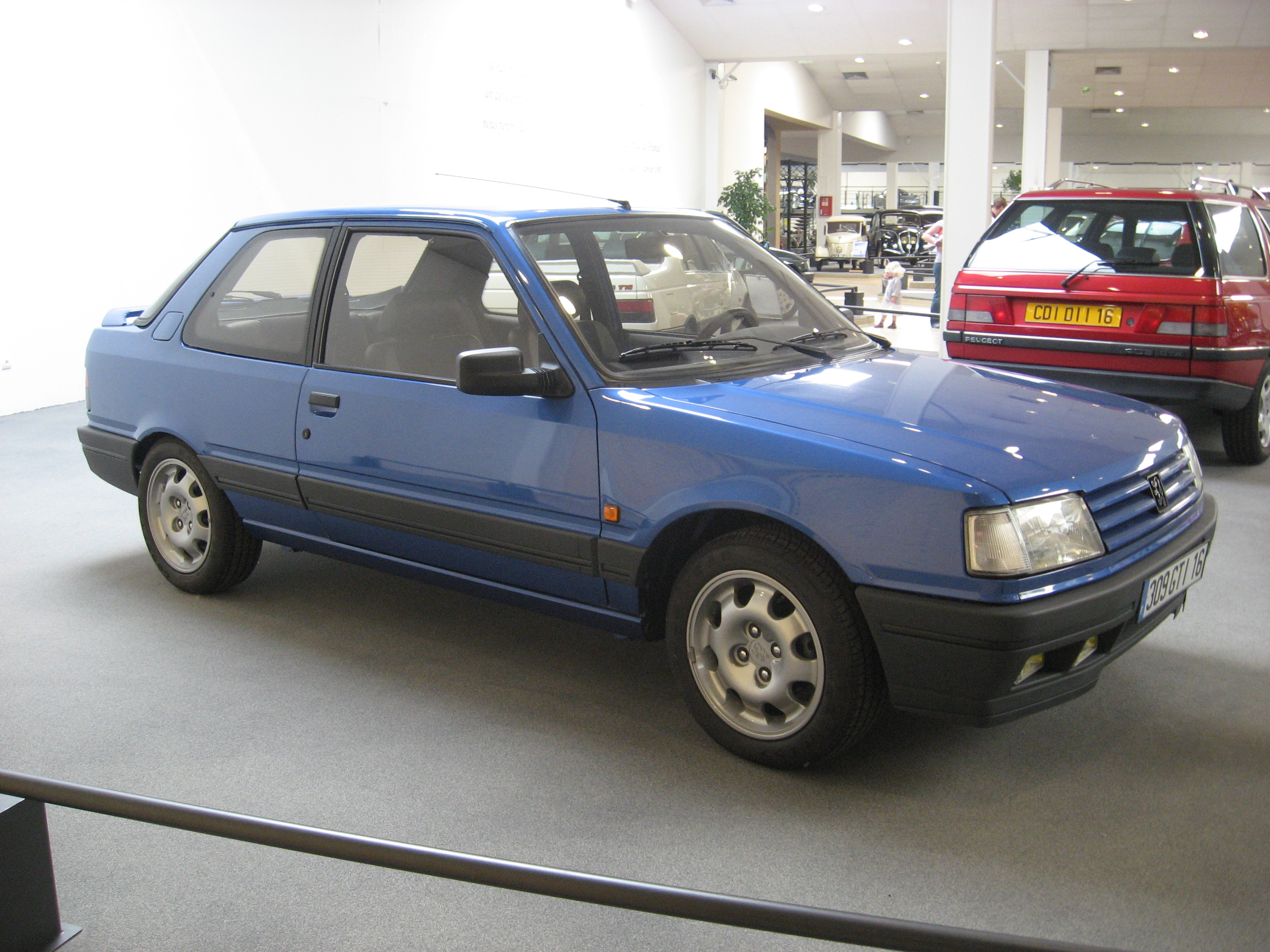
Una 309 GTI 1.9 16v

Nel gennaio 1990 venne prodotto l'esemplare numero 1 milione, mentre nel 1991, vi fu l'arrivo della 309 Graffic in sostituzione delle versioni di base Chorus, XE e GE, ma anche in abbinamento al motore 1.9 diesel da 65 CV. In ogni caso le versioni GLD e GRD non sparirono dal listino. Inoltre, le versioni SX ed XS ricevettero i fari antinebbia di serie. Nel 1992, vi fu l'introduzione della serie speciale Best Line, prevista in abbinamento ai motori a gasolio ed ai motori 1.4 e 1.6 a benzina. L'allestimento GRX sostituì le versioni GR ed XR, mentre l'allestimento Vital prese il posto della versione GL. Ed ancora il 1.9 subì degli aggiornamenti in vista dell'entrata in vigore della normativa Euro 1: a questo punto la potenza salì da 105 a 109 CV. Un'altra novità degna di nota fu l'introduzione del nuovo motore diesel aspirato da 1769 cm³ in grado di erogare 60 CV. Tale motore andò ad affiancare la corrispondente unità XUD9 atmosferica da 65 CV per l'ultimo anno di produzione della 309: infatti, nel marzo del 1993 venne introdotta la Peugeot 306, destinata a sostituire la 309. Quest'ultima restò in listino ancora fino alla fine dello stesso anno, ma con una gamma che inizialmente parve appena rimaneggiata, tant'è vero che molte motorizzazioni rimasero in listino. Ma dal mese di luglio cominciarono a scomparire i motori 1.9 e 1.6 a benzina ed il 1.9 aspirato a gasolio, nonché il 1.8 turbodiesel. Si arriverà così al 31 dicembre di quel 1993 con l'uscita definitiva della 309 dai listini Peugeot. A quel punto la gamma era composta dal 1.1 a benzina e dal 1.8 aspirato a gasolio.
La 309 lasciò così i listini Peugeot dopo essere stata prodotta in oltre 1.6 milioni di esemplari, ma non rimarrà tra le vetture più ricordate della Casa francese, se si eccettua il fatto che la versione GTI 16v riscosse un buon successo tra i giovani e la clientela più sportiva. In molti Paesi, tra cui l'Italia, la 309 non ebbe molto successo.

## Il tentativo in India
La carriera della 309 terminò nel 1993 in Europa, ma nel 1998 iniziò ad essere prodotta in India dalla J-V PAL-Peugeot, la stessa PAL - Premier che ancora in quel periodo produceva su licenza Fiat la Padmini, edizione indiana della vecchia Fiat 1100D. La vettura non fu tuttavia apprezzata dalla clientela indiana che, dopo poche centinaia di auto prodotte ma invendute, obbligò il costruttore francese ad abbandonare il paese e la sua partecipazione nella J-V nei primi mesi del 2000.

## Tabella riepilogativa
Di seguito vengono riepilogate le caratteristiche delle varie versioni previste per la gamma 309. I prezzi riportati sono in franchi francesi e si riferiscono all'allestimento meno costoso tra quelli introdotti all'inizio del periodo di produzione indicato e si riferiscono inoltre al mercato locale.
| Peugeot 309 (1985-93) |               |                                    |                                                           |          |                |                                        |                |               |                    |                       |                    |              |                     |                    |                    |                              |
| Modello               | Carrozzeria   | Allestimenti                       | Sigla telaio                                              | Motore   | Cilindrata cm³ | Alimentazione                          | Potenza CV/rpm | Coppia Nm/rpm | Cambio/ N°rapporti | Freni                 | Massa a vuoto (kg) | Velocità max | Acceler. 0–100 km/h | Consumo (l/100 km) | Anni di produzione | Prezzo al debutto in franchi |
| Versioni a benzina    |               |                                    |                                                           |          |                |                                        |                |               |                    |                       |                    |              |                     |                    |                    |                              |
| 309 1.1               | berlina 3p/5p | XE, XL (3p)/ base, GE, GL (5p)     | 309 CE11/ 309 AE11                                        | E1A      | 1118           | Carburatore monocorpo                  | 55/6000        | 80/3400       | M/4                | Dischi/ Tamburi       | 870                | 150          | 17"3                | 6.6                | 1985-89            | 54.400                       |
| 309 1.1               | berlina 3p/5p | XE (3p)/ GE (5p)                   | 309 CH1A1/ 309 AH1A1                                      | TU1 F2/K | 1124           | Carburatore monocorpo                  | 60/5800        | 87.5/3200     | M/4                | Dischi/ Tamburi       | 870                | 150          | 17"3                | 6.6                | 1989-92            | 57.400                       |
| 309 1.1               | berlina 3p/5p | XL (3p)/ GL (5p)                   | 309 CH1A2/ 309 AH1A2                                      | TU1 F2/K | 1124           | Carburatore monocorpo                  | 60/5800        | 87.5/3200     | M/5                | Dischi/ Tamburi       | 870                | 153          | 16"5                | 6.4                | 1989-92            | 60.100                       |
| 309 1.1               | berlina 3p/5p | Vital (3p e 5p)                    | 309 CHDZ2/ 309 AHDZ2                                      | TU1 M/Z  | 1124           | Iniezione elettronica                  | 60/6200        | 87.5/3800     | M/4                | Dischi/ Tamburi       | 850                | 152          | 15"4                | 6.1                | 1992-93            | 63.800                       |
| 309 1.1               | van           | XA                                 | 309 SE12                                                  | E1A      | 1118           | Carburatore monocorpo                  | 55/6000        | 80/3400       | M/4                | Dischi/ Tamburi       | 860                | 150          | 17"3                | 6.6                | 1987-89            | -                            |
| 309 1.1               | van           | XA                                 | 309 CH1A1                                                 | TU1 F2/K | 1124           | Carburatore monocorpo                  | 60/5800        | 87.5/3200     | M/4                | Dischi/ Tamburi       | 860                | 150          | 17"3                | 6.6                | 1989-92            | -                            |
| 309 1.3               | berlina 3p/5p | XL, XR (3p)/ GL, GR, SR (5p)       | 309 CE12/ 309 AE12                                        | G1A      | 1294           | Carburatore monocorpo                  | 65/5600        | 103/2800      | M/5                | Dischi/ Tamburi       | 870                | 159          | 15"4                | 6.8                | 1985-89            | 59.800                       |
| 309 1.3               | berlina 3p/5p | XL Profil (3p)/ GL Profil (5p)     | 309 CG12/ 309 AG12                                        | G1A      | 1294           | Carburatore monocorpo                  | 65/5600        | 103/2800      | M/5                | Dischi/ Tamburi       | 870                | 165          | 14"8                | 6.5                | 1985-89            | 64.200                       |
| 309 1.3               | van           | XA                                 | 309 SG12                                                  | G1A      | 1294           | Carburatore monocorpo                  | 65/5600        | 103/2800      | M/5                | Dischi/ Tamburi       | 870                | 159          | 15"4                | 6.8                | 1987-89            | -                            |
| 309 1.4               | berlina 3p/5p | XL Profil (3p)/ GL Profil, GR (5p) | 309 CK1G2/ 309 AK1G2                                      | TU3A/K   | 1360           | Carburatore monocorpo                  | 70/5700        | 111/3400      | M/5                | Dischi/ Tamburi       | 870                | 163          | 13"2                | 6.5                | 1989-92            | 66.020                       |
| 309 1.4               | berlina 3p/5p | GRX, Vital (3p/5p)                 | 309 CKDY2/ 309 AKDY2                                      | TU3M/Z   | 1360           | Iniezione elettronica                  | 75/5500        | 111/3400      | M/5                | Dischi/ Tamburi       | 870                | 170          | 11"1                | 7.2                | 1992-93            | 76.800                       |
| 309 1.6               | berlina 3p/5p | XR (3p)/ SR, GR (5p)               | 309 CB12/ 309 AB12                                        | XU5C     | 1580           | Carburatore monocorpo                  | 80/5600        | 132/3800      | M/5                | Dischi/ Tamburi       | 890                | 170          | 12"5                | 7                  | 1985-88            | 71.800                       |
| 309 1.6               | berlina 3p/5p | XR, XS (3p)/ GR, SR, SX (5p)       | 309 CB22/ 309 AB22                                        | XU5 2C   | 1580           | Carburatore doppio corpo               | 92/6250        | 129/3250      | M/5                | Dischi/ Tamburi       | 890                | 180          | 10"7                | 7.1                | 1988-89            | 73.400                       |
| 309 1.6               | berlina 3p/5p | XR, XS (3p)/ GR, SR, SX (5p)       | 309 CB2B2/ 309 AB2B2                                      | XU5 2C   | 1580           | Carburatore doppio corpo               | 92/6250        | 129/3250      | M/5                | Dischi/ Tamburi       | 890                | 180          | 10"7                | 7.1                | 1989-92            | 74.610                       |
| 309 1.6               | berlina 5p    | GRX 5p                             | 309 ABDY2                                                 | XU5M/Z   | 1580           | Iniezione elettronica                  | 92/6250        | 132/3250      | M/5                | Dischi/ Tamburi       | 910                | 180          | 10"5                | 7.1                | 1992-93            | 88.300                       |
| 309 1.6               | berlina 5p    | Automatic                          | 309 AB14                                                  | XU5C     | 1580           | Carburatore monocorpo                  | 80/5600        | 132/3800      | M/5                | Dischi/ Tamburi       | 925                | 165          | 16"                 | 7.5                | 1987-89            | 78.624                       |
| 309 1.6               | berlina 5p    | Automatic                          | 309 AB2B4                                                 | XU5 2C   | 1580           | Carburatore doppio corpo               | 92/6250        | 129/3250      | M/5                | Dischi/ Tamburi       | 900                | 170          | 14"1                | 7.7                | 1989-92            | 83.200                       |
| 309 1.6               | berlina 5p    | GRX Automatic                      | 309 ABDY4                                                 | XU5M/Z   | 1580           | Iniezione elettronica                  | 92/6250        | 132/3250      | M/5                | Dischi/ Tamburi       | 930                | 170          | 14"1                | 7.7                | 1992-93            | 90.100                       |
| 309 1.9               | berlina 5p    | GT                                 | 309 AD22                                                  | XU9 2C   | 1905           | Carburatore doppio corpo               | 105/5600       | 162/3000      | M/5                | Dischi/ Tamburi       | 930                | 190          | 10"4                | 7.5                | 1985-89            | 75.600                       |
| 309 1.9               | berlina 3p/5p | XS (3p)/ SX (5p)                   | 309 CD2A2/ 309 AD2A2                                      | XU9 2C   | 1905           | Carburatore doppio corpo               | 105/5600       | 162/3000      | M/5                | Dischi/ Tamburi       | 930                | 190          | 10"4                | 7.5                | 1989-92            | 78.710                       |
| 309 1.9               | berlina 3p/5p | XS (3p)/ SX (5p)                   | 309 CD2Z2/ 309AD2Z2                                       | XU9 2C   | 1905           | Carburatore doppio corpo               | 110/6000       | 162/3000      | M/5                | Dischi/ Tamburi       | 930                | 191          | 9"9                 | 7.8                | 1992-93            | 90.100                       |
| 309 1.9               | berlina 3p/5p | GTI                                | 309 CD62/ 309 AD62                                        | XU9JA    | 1905           | Iniezione elettronica                  | 130/6000       | 161/4750      | M/5                | Dischi autov./ Dischi | 930                | 206          | 8"                  | 8                  | 1987-89            | 95.808                       |
| 309 1.9               | berlina 3p/5p | GTI                                | 309 AD6B2/ 309 CD6B2                                      | XU9JA    | 1905           | Iniezione elettronica                  | 130/6000       | 161/4750      | M/5                | Dischi autov./ Dischi | 950                | 206          | 8"                  | 8                  | 1989-92            | 101.170                      |
| 309 1.9               | berlina 3p/5p | GTI                                | 309 AD6B2/ 309 CD6B2                                      | XU9JA/Z  | 1905           | Iniezione elettronica                  | 122/6000       | 153/3000      | M/5                | Dischi autov./ Dischi | 950                | 202          | 8"7                 | 8.3                | 1992-93            | 114.100                      |
| 309 1.9               | berlina 3p    | GTI 16v                            | 309 CD6C2                                                 | XU9J4    | 1905           | Iniezione elettronica                  | 160/6500       | 177/5000      | M/5                | Dischi autov./ Dischi | 975                | 220          | 7"8                 | 8.8                | 1989-92            | 116.000                      |
| 309 1.9               | berlina 3p    | GTI 16v                            | 309 CD6C2                                                 | XU9J4/Z  | 1905           | Iniezione elettronica                  | 148/6400       | 170/5000      | M/5                | Dischi autov./ Dischi | 975                | 214          | 8"2                 | 8.7                | 1992-93            | 132.100                      |
| Versioni diesel       |               |                                    |                                                           |          |                |                                        |                |               |                    |                       |                    |              |                     |                    |                    |                              |
| 309 1.8               | berlina 3p/5p | Vital D                            | 309 CA9A9/ 309 AA9A9                                      | XUD7/K   | 1769           | Iniezione indiretta                    | 60/4600        | 110/2000      | M/5                | Dischi/ Tamburi       | 950                | 155          | 15"9                | 5.9                | 1992-93            | 80.200                       |
| 309 1.8               | berlina 5p    | SRDT, GRXD Turbo                   | 309 AA8B2                                                 | XUD7T/K  | 1769           | Iniezione indiretta + turbocompressore | 78/4300        | 157/2100      | M/5                | Dischi/ Tamburi       | 990                | 175          | 13"                 | 6.3                | 1989-93            | 98.000                       |
| 309 1.9               | berlina 3p/5p | XLD, XRD (3p)/ GLD, GRD, SRD (5p)  | 309 CD92/ 309 AD92                                        | XUD9A    | 1905           | Iniezione indiretta                    | 65/4600        | 120/2000      | M/5                | Dischi/ Tamburi       | 950                | 160          | 15"3                | 5.8                | 1986-89            | 72.500                       |
| 309 1.9               | berlina 3p/5p | 309 CD9A2 (3p)/ 309 AD9A2 (5p)     | XLD, XRD (3p)/ GLD, GRD, SRD (5p)/ Graffic, Vital (3p/5p) | XUD9A    | 1905           | Iniezione indiretta                    | 65/4600        | 120/2000      | M/5                | Dischi/ Tamburi       | 950                | 160          | 15"3                | 5.8                | 1989-93            | 74.020                       |